# Thekla Hess

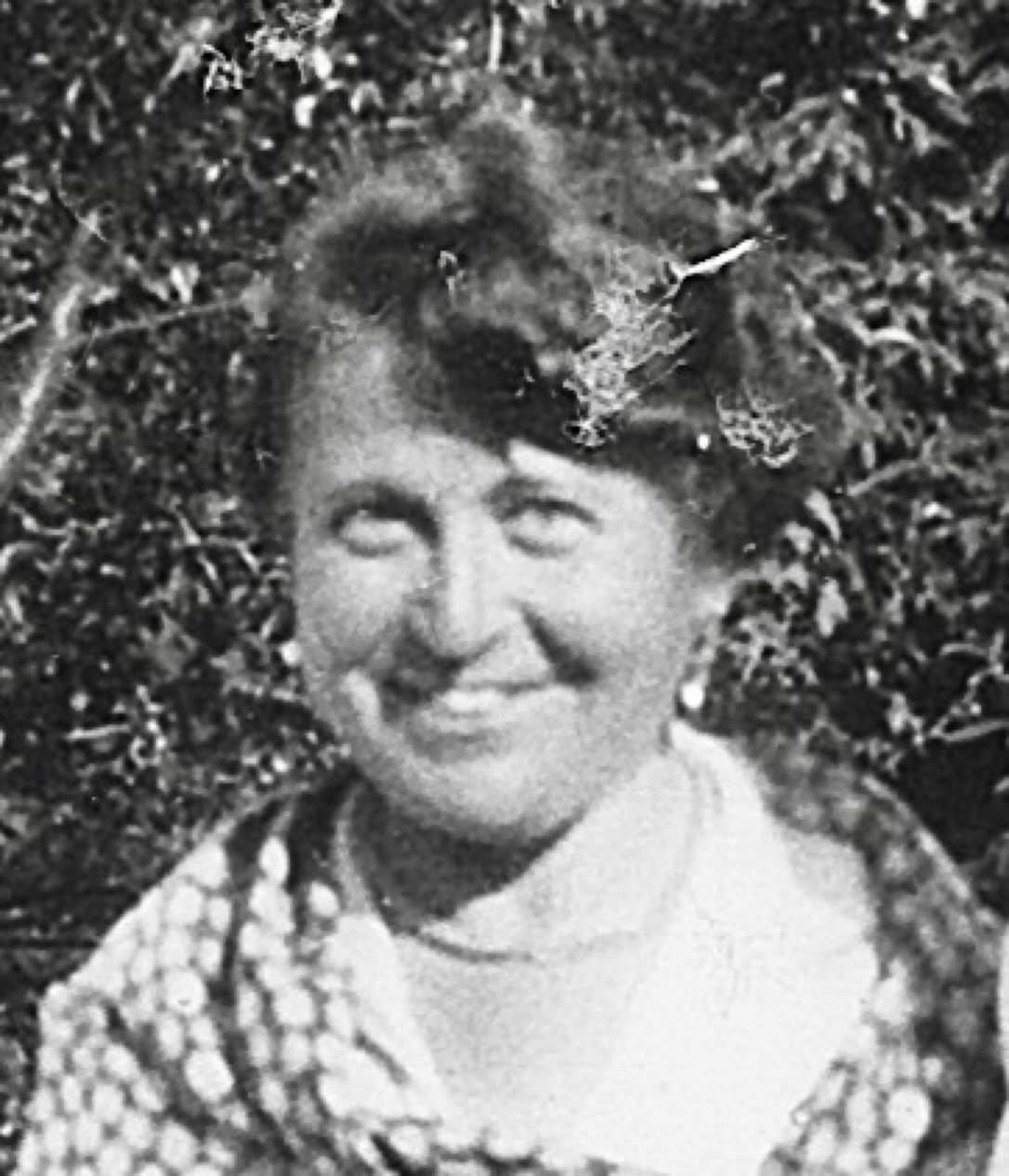
Thekla Hess, geb. Pauson, 1928

Thekla Hess, geborene Pauson (geboren am 20. April 1884 in Lichtenfels, Oberfranken; gestorben 1968 in Lewes, East Sussex, Vereinigtes Königreich), auch: Tekla Hess, war eine deutsch-britische Kunstsammlerin, die sich während der Zeit des Nationalsozialismus um die sichere Einlagerung ihrer bedeutenden familiären Kunstsammlung und einen teilweisen Verkauf sowie nach dem Zweiten Weltkrieg um die Restitution von NS-Raubkunst bemühte.

## Familie

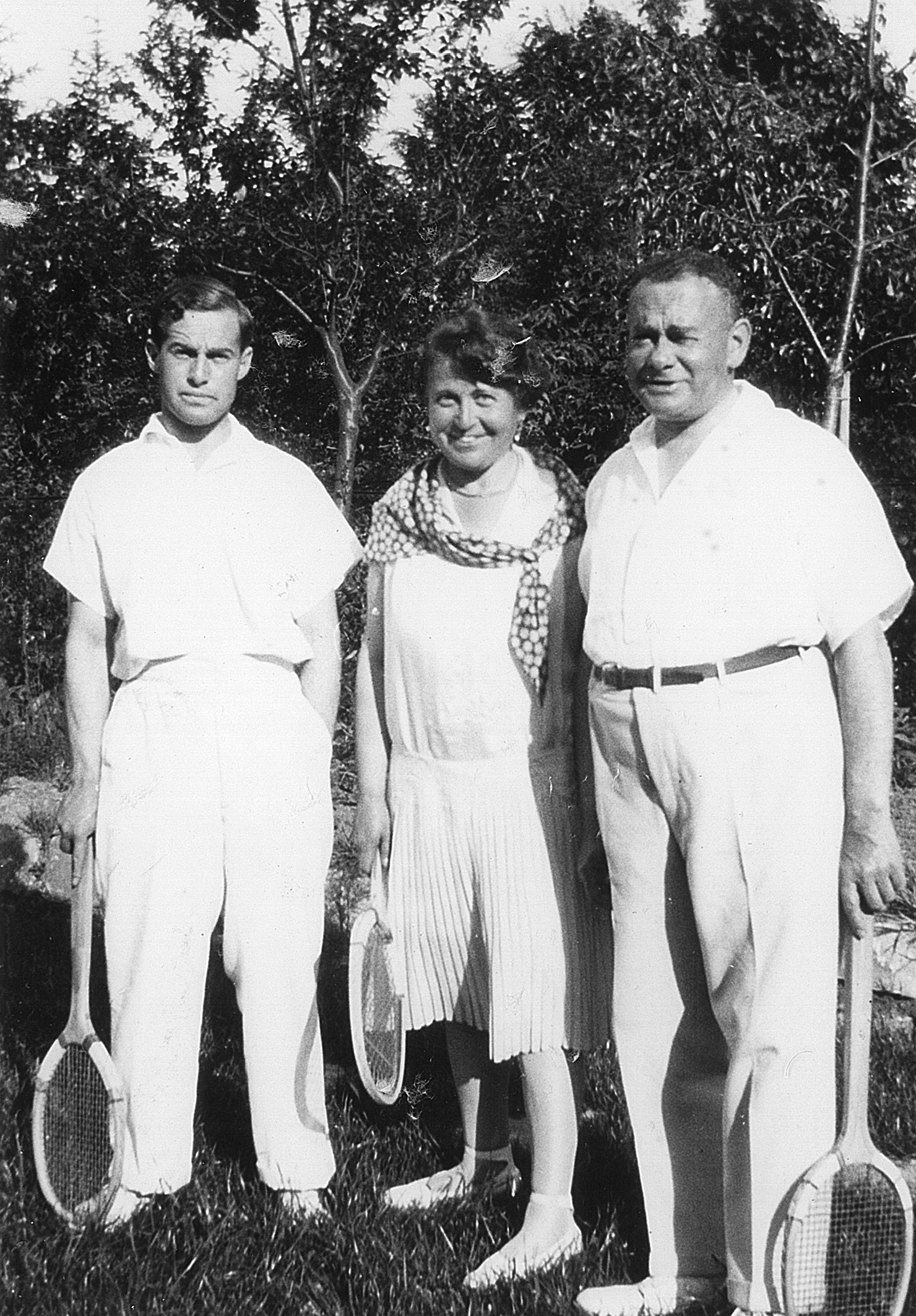
Thekla Hess, geb. Pauson (Mitte), mit ihrem Ehemann Alfred (rechts) und ihrem 20-jährigen Sohn Hans (links), Sommer 1928

Thekla Pauson war das erste Kind und die einzige Tochter des (jüdischen) Korbwarenfabrikanten Pankraz Pauson (geboren 1852 in Redwitz an der Rodach; gestorben am 10. Dezember 1910 in Lichtenfels, Oberfranken) und dessen Ehefrau Rosa Fechheimer (geboren am 16. Mai 1864 in Mitwitz, Oberfranken, Königreich Bayern; gestorben 1949 im Vereinigten Königreich). Sie hatte zwei jüngere Brüder, Stefan Pauson (1887–1964) und Robert Pauson (1897–1960), beide geboren in Lichtenfels.
Die 22-jährige Thekla Pauson heiratete im Jahr 1906 den in Erfurt ansässigen 27-jährigen Alfred Hess, den sie während des Besuchs einer Kunstausstellung kennengelernt hatte. Er war ein Sohn des (jüdischen) Schuhfabrikanten Maier Hess (1849–1915) und dessen Ehefrau Amalie Hess, geb. Nordheimer (1851–1927). Aus der Ehe von Alfred und Thekla Hess ging im Jahr 1908 ein Kind hervor, der spätere Kunsthistoriker und Museumskurator Hans Hess.

## Wirken

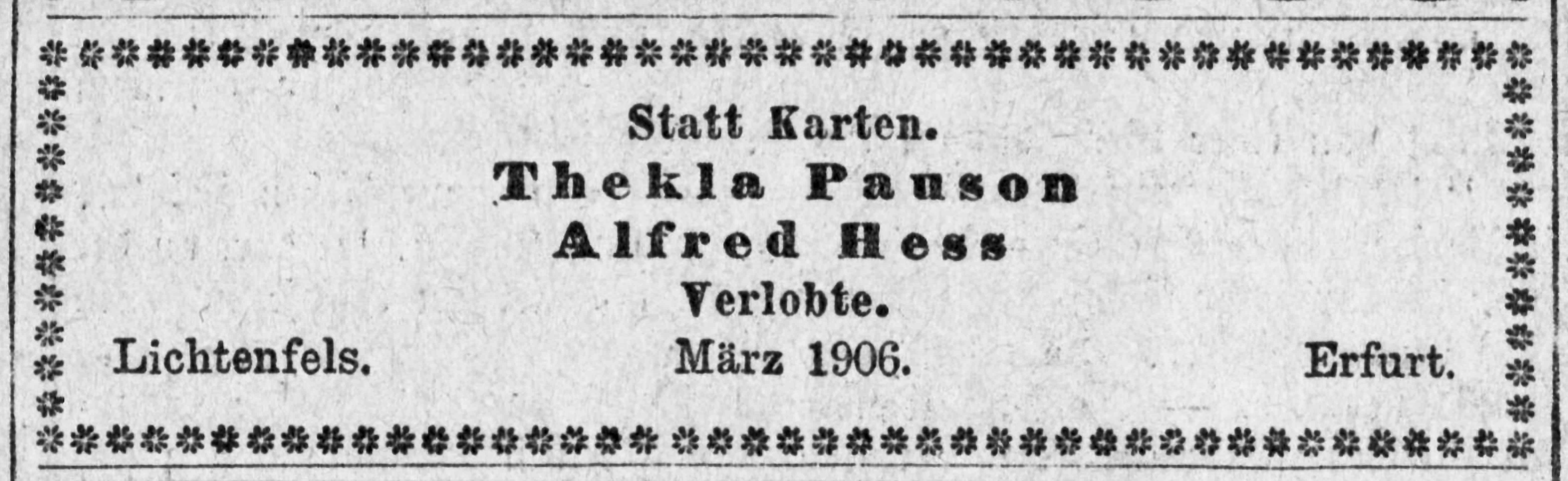
Verlobungsanzeige, veröffentlicht am 8. März 1906

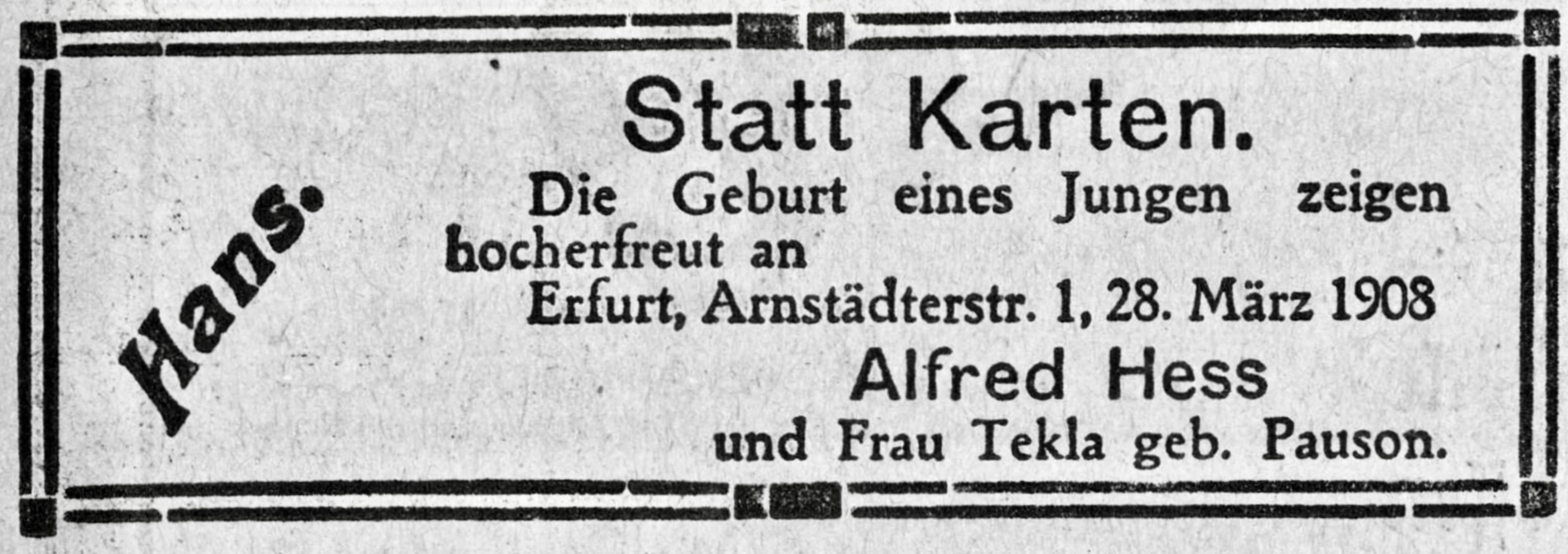
Geburtsanzeige, veröffentlicht am 29. März 1908

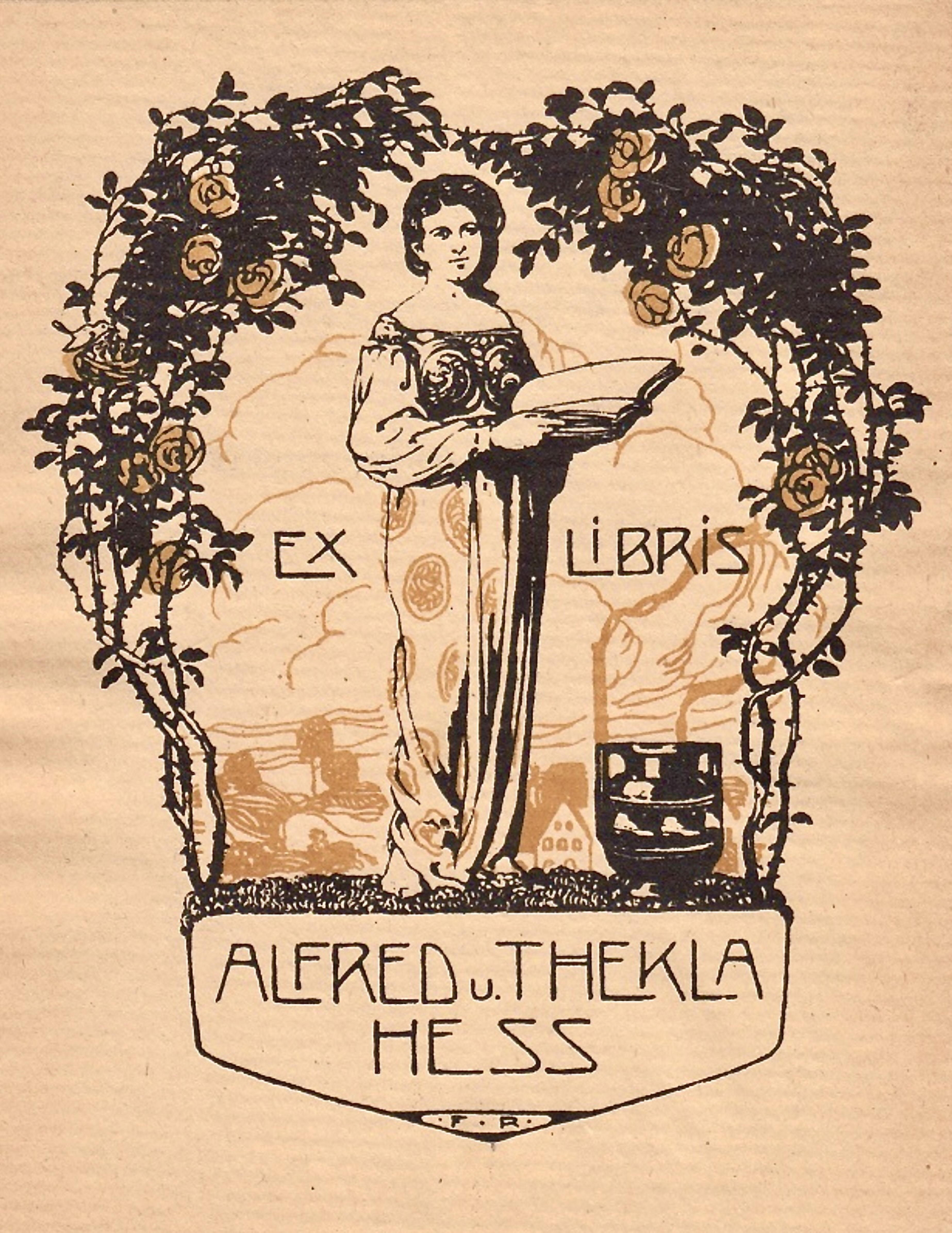
Exlibris des Alfred und der Thekla Hess, um 1910

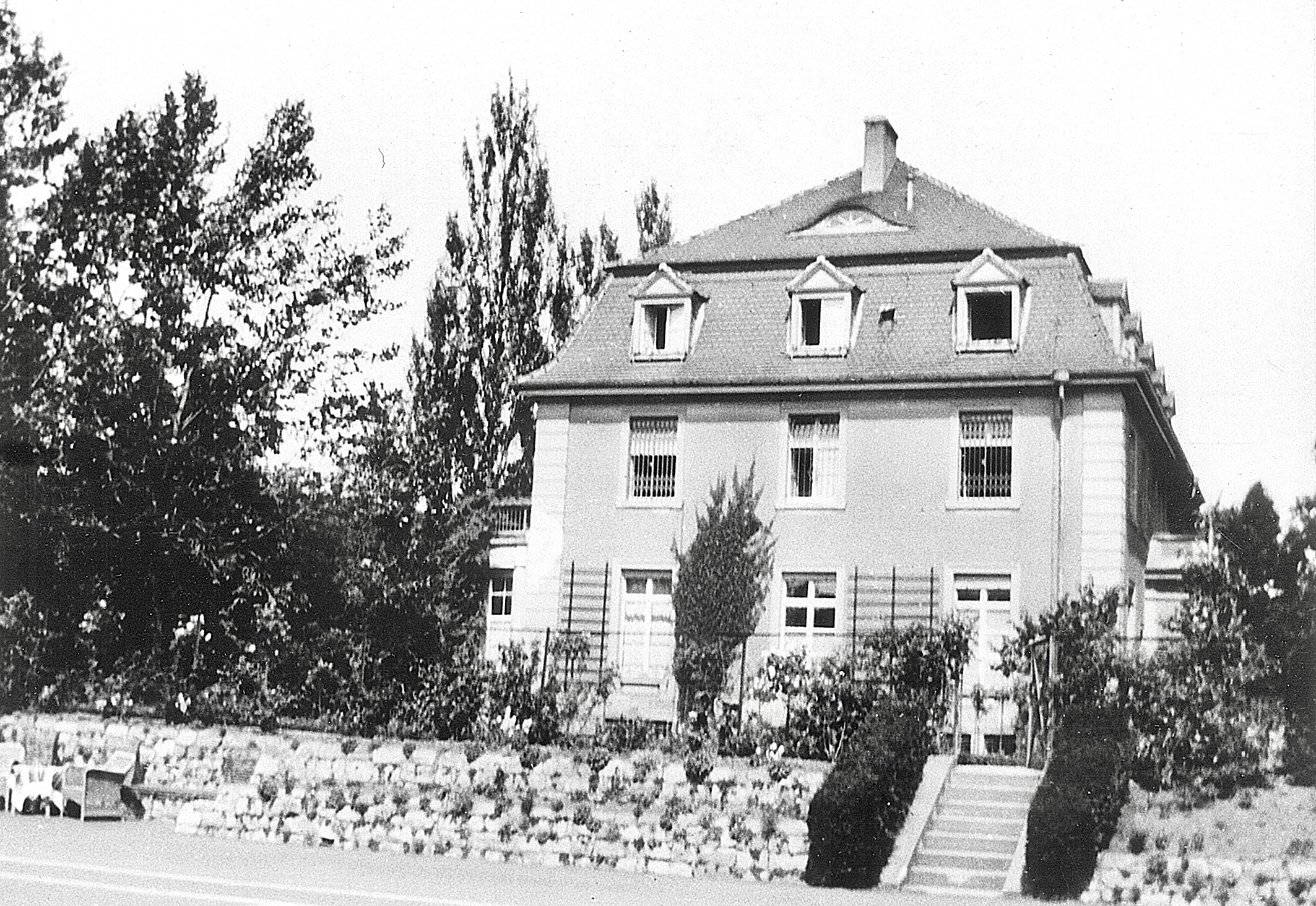
Villa Hess, vom Tennisplatz des Anwesens aus gesehen, 1930

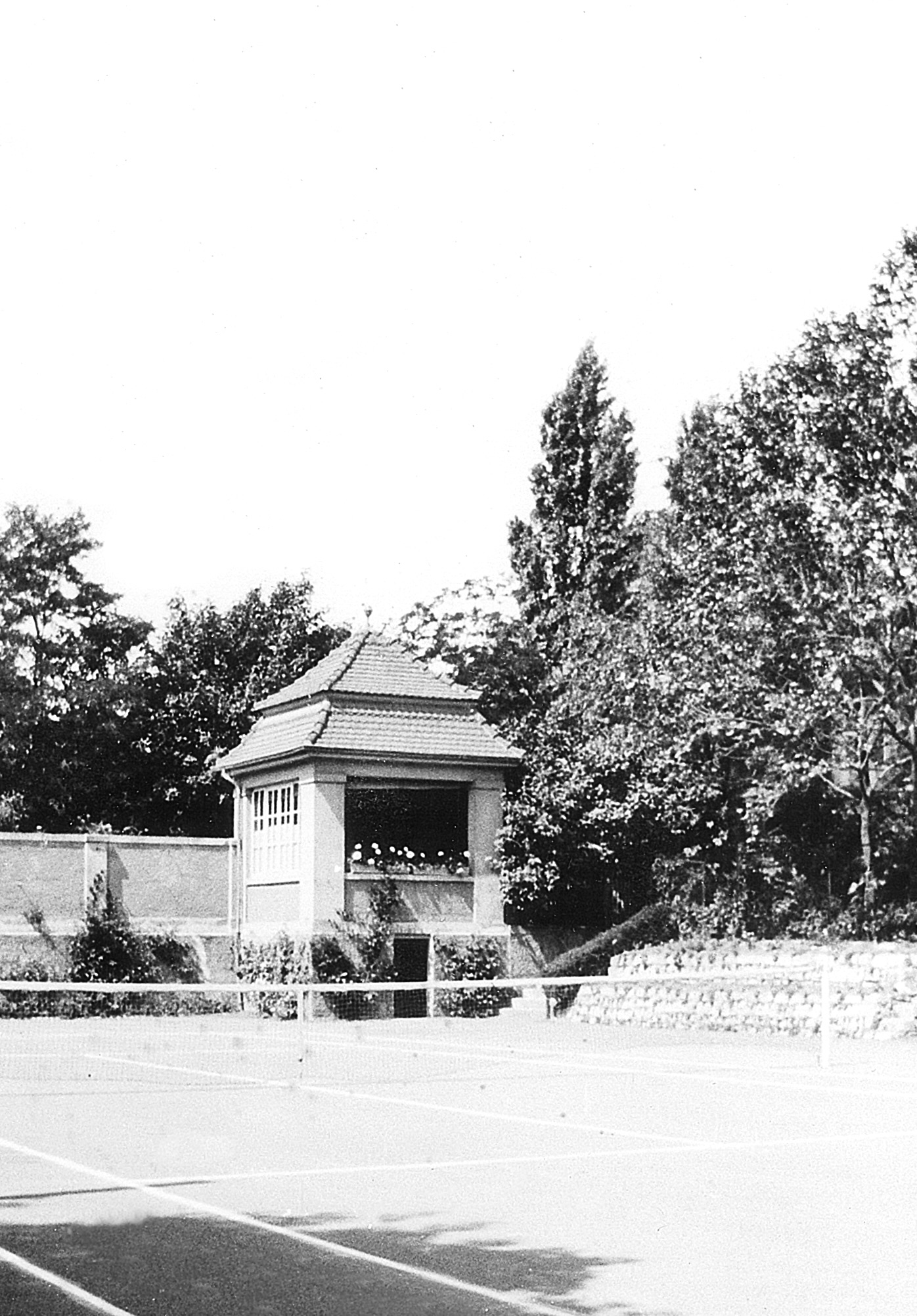
Zur Hohenzollernstraße (heute: Alfred-Hess-Straße) ausgerichtet: der Tennisplatz der Villa Hess mit Pavillon, 1930

Thekla Pauson kam aus einem bestens situierten Fabrikanten-Haushalt, als sie den ebenfalls wohlhabenden Alfred Hess heiratete. Als im März 1908 ihr erstes und einziges Kind Hans geboren wurde, widmete sie sich ihrem Sohn insbesondere während der Jahre inklusive des Ersten Weltkrieges. Das Ehepaar ließ sich nach der Geburt seines Kindes durch den Architekten Max Brockert in der Richard-Breslau-Straße 14 an der Ecke zur Hohenzollernstraße (heute: Alfred-Hess-Straße) in Erfurt-Brühlervorstadt im Jahr 1912 eine zweigeschossige Villa errichten, die heute unter Denkmalschutz steht. Bis dahin hatte es eine in zeitgenössischen Inseraten als „hochherrschaftlich“ charakterisierte Etagenwohnung in Erfurts Arnstädter Straße 1II. an der Ecke zur Bismarckstraße bewohnt.
Ihr Ehemann hatte sich im August 1914 wie so viele patriotisch denkende Deutsche als Kriegsfreiwilliger gemeldet. Das nach dem Ende des Ersten Weltkrieges politisch linksliberal orientierte Ehepaar entschied sich, seinen Sohn nach dem Besuch der Volksschule in ein reformpädagogisches Landerziehungsheim zu schicken, abseits des staatlichen Schulwesens, weil es dort ein weitaus geringeres Niveau möglicher antisemitischer Diskriminierung vermutete. Der Leitsatz des Gründers der Odenwaldschule, Paul Geheeb, lautete: „Werde, der du bist“ (Γένοιο οἷος ἔσσι.), zitiert nach dem griechischen Dichter Pindar. Damit ließen sich Eltern ansprechen, die für ihre Kinder keinen vorbestimmten Lebensweg geplant hatten. Für den einzigen Sohn eines Industriellen war so viel Freiraum, der zur Selbstfindung dienen konnte, zu dieser Zeit eher selten und daher ungewöhnlich, so dass man davon ausgehen darf, dass die Liberalität und Aufgeschlossenheit seiner Eltern in einem besonderen Maß ausgeprägt war.
Ab 1919 und während des folgenden Jahrzehnts empfingen Thekla Hess und ihr Ehemann Alfred zahlreiche Künstler, Kunsthistoriker, ganze Gruppen von Studierenden der Kunstgeschichte aus umliegenden Hochschulstädten mit deren Professoren, Dichter, Philosophen und Komponisten als Hausgäste, darunter insbesondere Künstler der Moderne, konkret Expressionisten. Für diese Kunstrichtung hatte sich das Ehepaar nach Kriegsende und Novemberrevolution erwärmt und dekorierte die farblich jeweils angepassten Wände in den Räumen der Villa Hess entsprechend.
Bis einschließlich 1931 entstand dadurch eine sehr umfangreiche und bedeutende Kunstsammlung, die schließlich mehr als 4000 Kunstwerke umfasste, darunter 70 Ölgemälde, 200 Aquarelle, rund 4000 Grafiken sowie Zeichnungen, Plastiken und Holzschnitte, u. a. das nahezu komplette druckgraphische Werk Lyonel Feiningers, Paul Klees und Wilhelm Lehmbrucks.
Die Villa Hess geriet so reichsweit zum zentralen und einzigen Ort, an dem man den deutschen Expressionismus in solcher Vielfalt und Menge bewundern und studieren konnte. Der ehemalige Reichskunstwart Edwin Redslob bezeichnete die Kunstsammlung Hess als „die wohl beste Sammlung deutscher Expressionisten, die es je gegeben hat“.
Insbesondere die umfassende Gastfreundschaft von Thekla Hess und ihre Freude an neu in ihren Bekanntenkreis kommende Zeitgenossen habe es Hausgästen leicht gemacht, sich nicht als Externe, sondern schnell als zum Haus gehörig zu fühlen. Der Kunsthistoriker Walter Kaesbach, Direktor des Städtischen Museums Erfurt, habe der reizenden und gescheiten Thekla Hess nahegestanden… Dies jedenfalls wurde seinerzeit kolportiert und noch 1986 durch den Kunsthistoriker Richard Krautheimer erinnert.
Thekla Hess wirkte über Jahre im Aufsichtsrat der familiären Maier & Louis Hess Aktiengesellschaft, belegt sind bisher die Jahre 1927 bis 1931.
Nach dem unerwartet frühen Tod ihres Ehemannes während einer Operation am Heiligen Abend 1931 überschrieb Thekla Hess die gemeinsame Villa dem Onkel ihres Ehemannes, Georg Hess (geboren am 20. Oktober 1868 in Berkach, Landkreis Meiningen, Herzogtum Sachsen-Meiningen; ermordet am 30. April 1943 im Vernichtungslager Sobibór, Generalgouvernement), der bis 1926 langjährig im Vorstand und bis Herbst 1933 von seinem neuen Wohnsitz in Berlin aus im Aufsichtsrat des Familienunternehmens M. & L. Hess wirkte. Alfred Hess hatte dessen Tochter Trude, seiner Kusine, und deren Ehemann Richard Krautheimer u. a. zwei Gemälde von Emil Nolde vermacht.
Alfred Hess hatte seine Ehefrau Thekla als Alleinerbin des Hauptteils seines Nachlasses eingesetzt, doch Thekla Hess nahm diese Erbschaft angesichts der gegebenen wirtschaftlichen Gesamtsituation nicht an, um auf diese Weise ihren Sohn schneller zu begünstigen. Dadurch wurde das einzige Kind des Ehepaares, Hans Hess, Haupterbe des Nachlasses. Mutter und Sohn bemühten sich erfolgreich darum, das in Folge der Weltwirtschaftskrise insbesondere ab Herbst 1930 bis Ende 1932 große Verluste verzeichnende Familienunternehmen Maier & Louis Hess zu sanieren, indem dessen Grundkapital erheblich reduziert und Immobilienbesitz an Banken abgetreten wurde. Damit verlor die Familie zwar einen Großteil ihres Vermögens, aber weder sie noch ihr Unternehmen waren je zahlungsunfähig. Entsprechend der jeweiligen wirtschaftlichen Situation von Mutter und Sohn ergab sich in den Folgejahren das Erfordernis, einzelne Kunstwerke aus der Sammlung Hess zum Verkauf anzubieten.
Thekla Hess zog 1933 zurück zur Pauson-Familie ins oberfränkische Lichtenfels, wo sie regelmäßig mehrere Tage in der Villa Sonnenhaus der Familie des Korbwarenfabrikanten, expressionistischen Kunstsammlers und -mäzens Otto Bamberger verbrachte.
Im selben Jahr verhandelte die Kunsthalle Basel mit Thekla Hess über einen Ankauf diverser Werke, darunter Arbeiten von Ernst Ludwig Kirchner und Franz Marc, der jedoch nicht zustande kam. 1934 gab sie Kunstwerke in Kommission, u. a. an die Galerien Aktuaryus in Wiesbaden, Isidor Hirsch (1883–1950) in München, Vömel in Düsseldorf (vormals Galerie Flechtheim) und an die Kestner-Gesellschaft in Hannover.
Bei dem promovierten Kunsthistoriker Leonhard Caflisch (1900–1989) deponierte sie Aquarelle von Christian Rohlfs. Außerdem übergab sie dem Kunsthaus Zürich als Leihgabe 41 Gemälde, um dort in der von ihr zusammen mit Wilhelm Wartmann konzipierten und organisierten Ausstellung Neue deutsche Malerei vom 21. Juni bis 15. Juli 1934 präsentiert zu werden. Wartmann half ihr sehr damit, die Verweildauer der Kunstwerke zu Ausstellungszwecken in der Schweiz wiederholt zu verlängern, doch dort durften sie nicht dauerhaft bleiben, denn die deutsche Zollfahndung war den Kunstwerken bereits auf den Fersen und machte schriftlich Druck. Auch die Gestapo soll deshalb bei Thekla Hess vorgesprochen haben, was bei ihr erhebliche Angst vor einer hohen Geldstrafe, einer Gefängnisstrafe oder gar einer Deportation in Konzentrationslager ausgelöst haben soll.
Im Jahr 1935 gab Thekla Hess acht Ölgemälde und ein Aquarell der Galerie Thannhauser in Berlin in Kommission; mit Justin Thannhauser waren ihr verstorbener Ehemann und sie befreundet. Außerdem stellte sie dem Kölnischen Kunstverein als Leihgabe Werke für eine Ausstellung über Emil Nolde zur Verfügung.

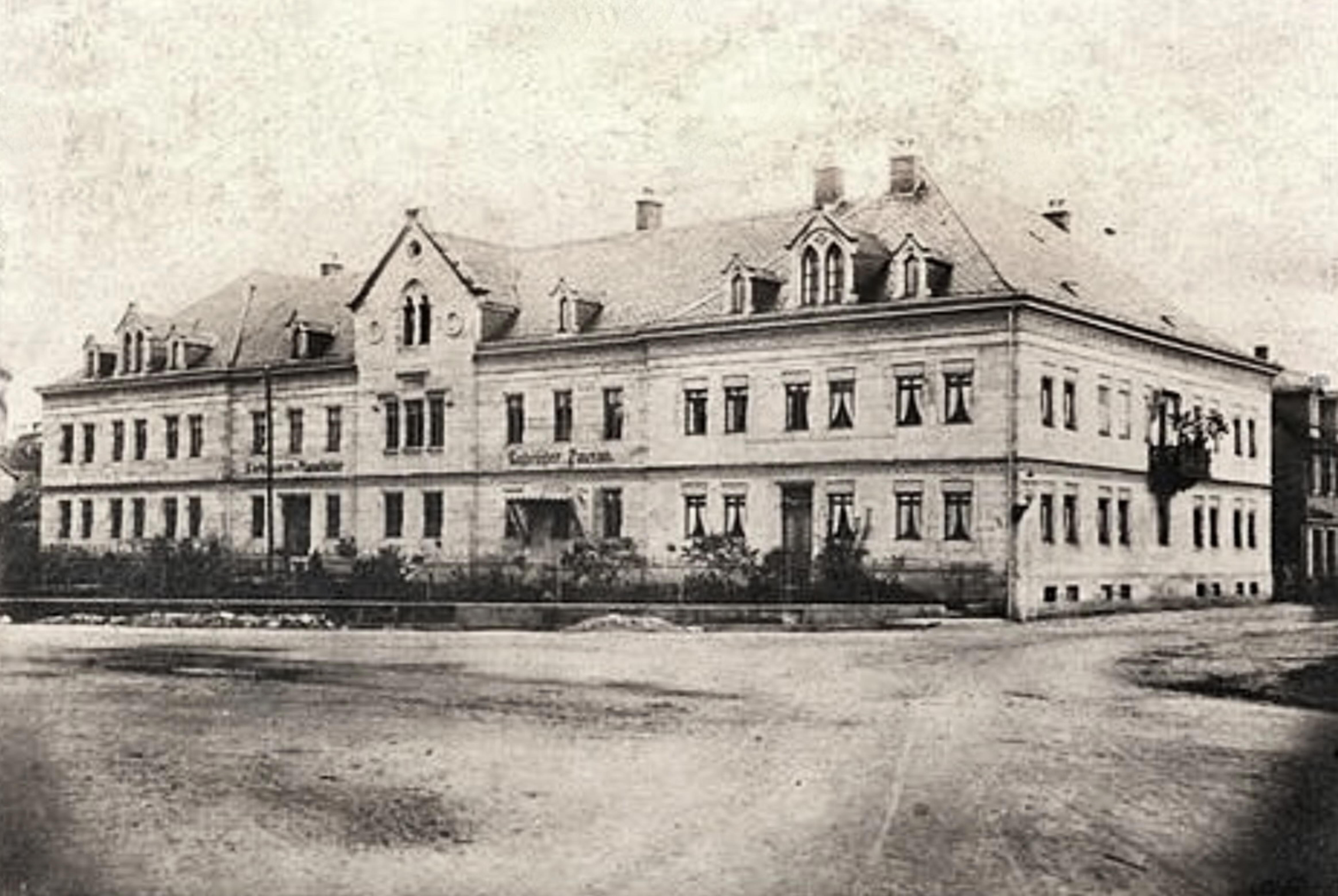
Im Wohn- und Geschäftshaus der Gebrüder Pauson im oberfränkischen Lichtenfels (Gebäude besteht noch) waren zwischen 1933 und 1939 Kunstwerke aus der Sammlung Hess eingelagert

Sieben Kunstwerke erhielt Julius Hess zur Aufbewahrung. Im März 1937 beauftragte sie die Kunsthalle Basel, Kunstwerke aus der Sammlung Hess an den promovierten Direktor des Kölnischen Kunstvereins, Walter Klug (1873–1952), zu senden, um dort verwahrt zu werden. Stattdessen veruntreute der Verein wohl einige Kunstwerke und bot diese zum Verkauf an, andere sollen Mitglieder des Vereins für sich ausgewählt und sich auf diese Weise bereichert haben. Ein Gemälde von Franz Marc ging im März 1936 an die Kestner-Gesellschaft nach Hannover und von dort, vermutlich in Kommission, an die Galerie von der Heyde in Berlin und schließlich unverkauft zurück an Thekla Hess, die es 1938/39 zu ihrem Sohn nach London versenden ließ.
Im Januar 1939 veranlasste Thekla Hess den Kölnischen Kunstverein, dort eingelagerte Kunstwerke aus der Sammlung Hess nach Lichtenfels zu senden. Bei der Ausfuhr ihres Mobiliars nach England gelang es ihr, eine Anzahl von Werken aus der Sammlung in Möbelstücken zu verstecken und auf diese Weise illegal per Frachtschiff aus dem NS-Staat zu schmuggeln. Detaillierte Packlisten solchen Umzugsgutes mussten der Gestapo vorgelegt werden; hohe Steuern waren zu entrichten. Im September 1939, während des Überfalls der Wehrmacht auf Polen, emigrierte sie mit dem Passagierdampfer »Deutschland« nach England. 1943 wurden 263 Werke aus der Sammlung Hess in der Art Gallery des Museums der Stadt Leicester eingelagert. Ende 1945 richtete Thekla Hess ein Schreiben an das Ehepaar Julia und Lyonel Feininger, in dem sie mitteilte, dass mehrere Werke von Lyonel Feininger aus der Sammlung in die Vereinigten Staaten gelangt sind.
Im April 1944 wurde Thekla Hess Großmutter eines Mädchens, Anita, dessen Aufwachsen sie 24 Jahre lang verfolgen konnte. Am 20. November 1947 wurde Thekla Hess im Vereinigten Königreich naturalisiert, ergo eingebürgert.  Thekla Hess verstarb im Alter von 84 Jahren und wurde möglicherweise auf dem Lewes Borough Cemetery in Lewes, East Sussex, beigesetzt.

## Veröffentlichung
- Hans Hess, Thekla Hess (Hrsg.), Hans Hess (Nachw.): Dank in Farben. Aus dem Gästebuch von Alfred und Thekla Hess (= Piper-Bücherei, 108). Piper, München 1957, 1962, OCLC 15498802. Neuaufl. (= Piper Galerie, Band 606), 1977, 1987, 1992, ISBN 3-492-10606-4, OCLC 75270053.

## Medien
Hörfunk
- Alfred Hess – Ein jüdischer Kunstmäzen aus Erfurt, Hörfunkbeitrag des Deutschlandfunks vom 15. Dezember 2021, 8:42 Minuten. In: Deutschlandfunk, auf: deutschlandfunkkultur.de

Fernsehen
- Familie Hess, Fernsehbeitrag des Bayerischen Rundfunks vom 8. Februar 2024, 9:43 Minuten. In: ARD-Mediathek, auf: ardmediathek.de